# Wolf River Conservancy

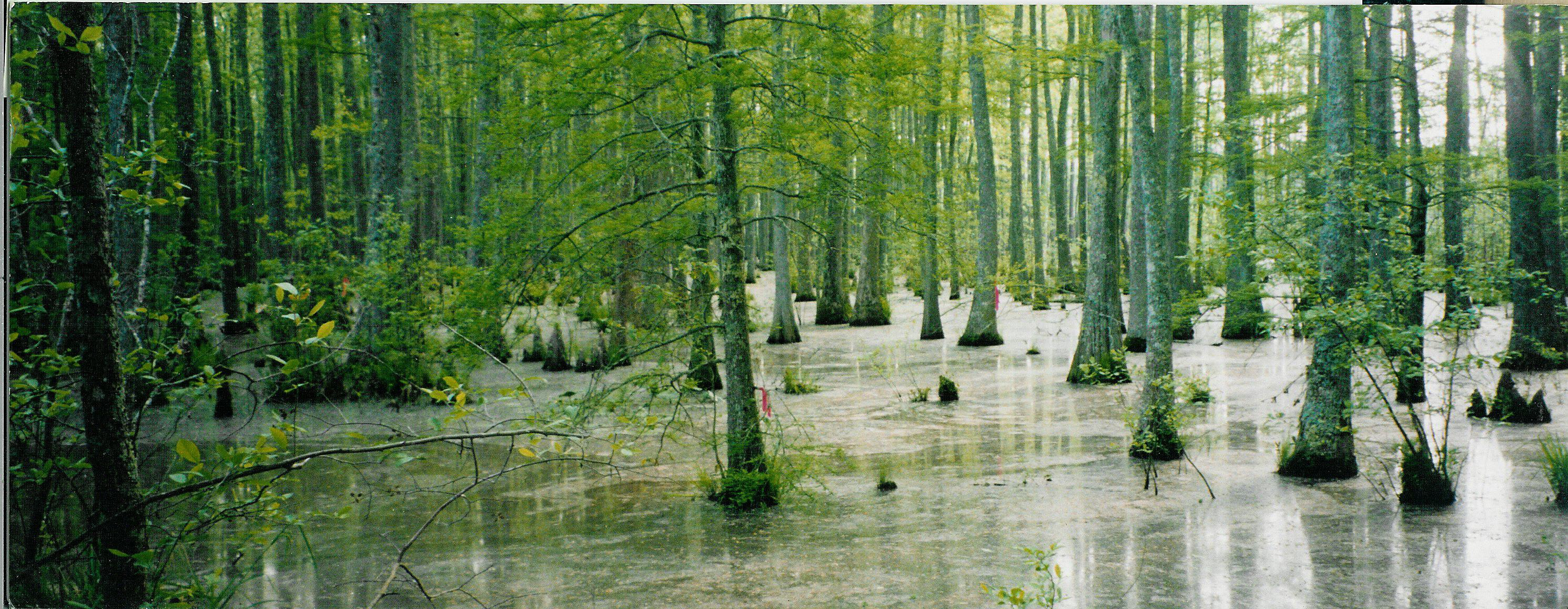
Zone protégée de la Wolf

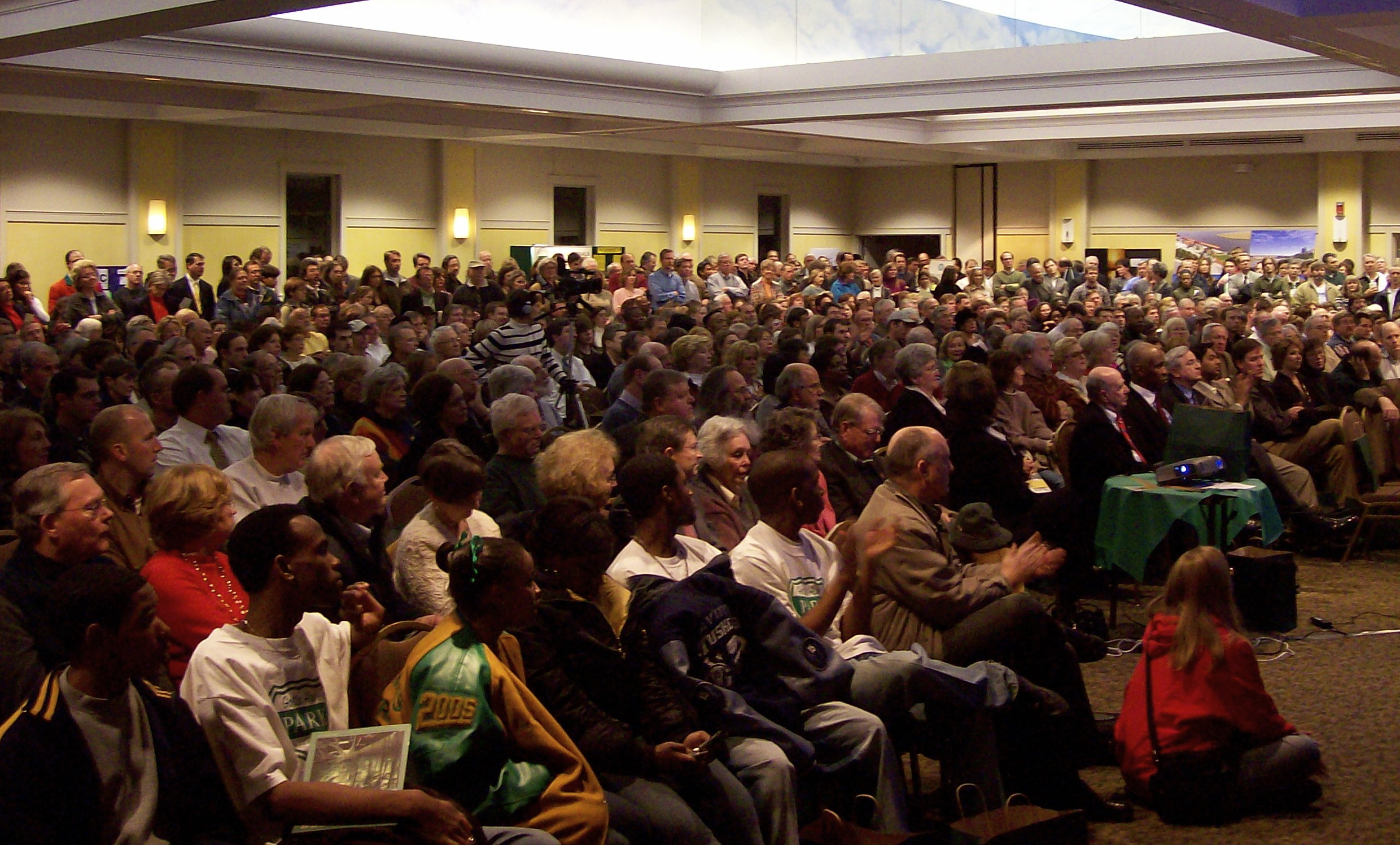
Réunion de l'Association Wolf River Conservancy.

La Wolf River Conservancy est une association à but non lucratif qui a pour vocation de protéger l'environnement et la biodiversité de la rivière Wolf, et d'informer le public sur cette protection. 
L'association de conservation de la rivière Wolf a été créée en 1985 et compte à peu près 1 500 membres. L'association fut créée par un petit groupe de personnes concernées au sujet d'un projet de nouveaux travaux de dragage et de comblement sur la rivière Wolf jusqu'à Memphis. 
L'association sensibilise le public dans trois domaines : 
- éduquer les Américains de tout âge sur la biodiversité de la rivière ;
- aborder les questions politiques concernant cette rivière ;
- identification des zones critiques à risque pour l'acquisition de parcelles par des organismes publics.

Depuis dix ans, l'activité du groupe a été dans le plaidoyer et l'éducation, notamment sur la destruction des zones humides ou la dénonciation des activités polluantes et destructrices lors des « Journées de la rivière Wolf » (Wolf River Days). 
Plus tard, l'association est devenu un organisme de fiducie foncière en reprenant des terres ou des servitudes de conservation en son propre nom.
En 1995, une campagne de protection du milieu forestier permit de sauver 18 km2 de forêt de la forêt nationale de Holly Springs, près de la ville de La Grange.